# Erigonella groenlandica
Erigonella groenlandica är en spindelart som beskrevs av Embrik Strand 1905. Erigonella groenlandica ingår i släktet Erigonella och familjen täckvävarspindlar. Inga underarter finns listade i Catalogue of Life.